# Kótaj
Kótaj là một thị trấn thuộc hạt Szabolcs-Szatmár-Bereg, Hungary. Thị trấn này có diện tích 25,93 km², dân số năm 2010 là 4520 người, mật độ 174 người/km².